# Berwick, Iowa
Berwick este o comunitate neîncorporată din comitatul Polk, statul Iowa din Statele Unite.